# Forte de Santo Alberto
O Forte de Santo Alberto localiza-se sobre a praia entre a cidade baixa e a ponta de Itapagipe, em Salvador, no litoral do estado brasileiro da Bahia.

## História

### Os séculos XVII e XVIII
A sua edificação remonta à antiga Torre de São Tiago, cujos vestígios arqueológicos foram descobertos ao final do século XX, em torno da qual foi erguida muralha e aterro (1590). Concluído em 1610 sob a invocação de Santo Alberto, encontra-se cartografado por João Teixeira Albernaz, o velho (Planta da Cidade de Salvador, 1616) como Reduto ou Estância de Santo Alberto da Praia, artilhado com duas peças.
Um manuscrito depositado no Instituto Histórico e Geográfico Brasileiro (L. 67 Ms. 1236), anónimo e sem data, mas do início do século XVII, possívelmente anterior a 1608, no capítulo dedicado à capitania da Bahia de Todos os Santos, sobre a cidade da Bahia (sic) informa a respeito deste forte:
"(...) contudo se fizeram nesta baía alguns fortes e plataformas com sua artilharia, que se defende uma ocasião, a saber: (...)
O Forte de S. Alberto, na praia da Cidade, tem duas meias esperas."
À época da primeira das Invasões holandesas do Brasil (1624-1625) foi ocupado pelos invasores, estando cartografada à época da segunda invasão  (1630-1654) por João Teixeira Albernaz, o velho (Mapa da Baía de Todos os Santos, 1631. Mapoteca do Itamaraty, Rio de Janeiro), onde se revela um polígono quadrangular regular com 30 palmos de lado e dois baluartes circulares nos vértices pelo lado de terra, artilhado com duas peças. Quando do assalto a Salvador em abril-maio de 1638, sob o comando do Conde Maurício de Nassau (1604-1679), BARLÉU (1974) descrevendo o assalto holandês, relata:
"(...) Ocuparam os holandeses o forte de Santo Alberto, construído de pedra, o qual tinham os portugueses abandonado. Garantiu ele o nosso campo de ser sitiado e investido da banda da praia. Mandou o Conde circunvalá-lo (...)." (op. cit., p. 62)
A atual edificação data de 1694 (GARRIDO, 1940:92), cruzando fogos com o Forte de Santo Antônio além do Carmo, de quem era contemporâneo, protegendo o ancoradouro e a aguada das embarcações em Água de Meninos. De acordo com iconografia de José António Caldas (Planta e fachada do Fortinho de S. Alberto. in: Cartas topográficas contem as plantas e prospectos das fortalezas que defendem a cidade da Bahia de Todos os Santos e seu reconcavo por mar e terra, c. 1764. Arquivo Histórico Ultramarino, Lisboa), a sua estrutura apresentava planta no formato de um polígono heptagonal irregular, com parapeitos à barbeta. Pelo lado da entrada, o conjunto é dominado por um torreão circular de um pavimento sobre o terrapleno, contendo as dependências de serviço.
Encontra-se representado numa iconografia de Carlos Julião, sob o nome de 2. Sto. Alberto (Elevaçam e fasada que mostra em prospeto pela marinha, a cidade de Salvador, Bahia de todos os Santos, 1779. Gabinete de Estudos Arqueológicos de Engenharia Militar, Lisboa), ilustrada com os desenhos de trajes típicos femininos.

### O século XIX
SOUZA (1885) observa que a Comissão "ad hoc" nomeada pelo conde da Ponte para examinar as defesas de Salvador em 1809, sobre esta fortificação, por seu pequeno desenvolvimento, considerou-a inútil estratégicamente, aconselhando a sua demolição (op. cit., p. 91, 94).
Com a vitória brasileira na Guerra da independência do Brasil (1822-1823), foi este forte quem, a 2 de julho de 1823, deu o tiro autorizando o embarque das forças do Coronel Inácio Luís Madeira de Melo (1775-1833) para Portugal (SOUZA, 1885:94). Mais tarde ficou conhecido como Forte da Lagartixa (GARRIDO, 1940:93), provavelmente devido a um tipo de canhão assim denominado à época (BARRETTO, 1958:176).
Serviu, a partir de 1855, como "oficina de fogos", dependência do Arsenal de Guerra (CAMPOS, 1940. apud PEDRO II, 2003:163, nota 297). Foi visitado em 1859 pelo Imperador D. Pedro II (1840-1889), que registrou em seu diário de viagem:
"28 de Outubro - (...) Antes de voltar para casa visitei os fortes de Jequitaia e de Lagartixa. No primeiro estão os artíficies e no segundo o laboratório pirotécnico. (...) No forte da Lagartixa fazem-se cartuchos e espoletas para peças, havendo poucos trabalhadores e nenhuma máquina, que eu visse." (PEDRO II, 2003:163)
No contexto da Questão Christie (1862-1865), o "Relatório do Estado das Fortalezas da Bahia" ao Presidente da Província, datado de 3 de agosto de 1863, dá-o como reparado (ROHAN, 1896:51), citando:
"(...) É de forma irregular (hexágono), cujas baterias com sete canhoneiras apresentam um plano de fogo de 290 palmos, montando sete peças, três de calibre 24 no lado da frente para o mar e quatro de 18 nos contíguos adjacentes.
Acha-se em bom estado e pode ser considerado pronto; entretanto ressente-se da falta de plataformas para as competentes canhoneiras, cujas peças assentam hoje no mesmo solo do terrapleno, o qual, embora fosse aí nivelado e preparado de modo que parece consistente, não oferece contudo a desejada resistência para o peso e movimento das peças, está ao mesmo nível não tendo portanto o declive impediente do recuo.
Um outro defeito resulta da atual estação do pau de bandeira no espaço que devia ser ocupado pela pilha de balas da peça vizinha, a qual, por semelhante motivo, estabelecida à direita da peça, impoz a mesma alteração em todas as outras; sendo assim que a regularidade e ordem do serviço deve sofrer pela posição das pilhas em ponto diverso do que compete ao soldado encarregado do serviço das balas cujo lugar como se sabe é à esquerda da peça respectiva.
O depósito de pólvora desta fortaleza está condenado pela qualidade do material de sua construção (madeira), e precisa ser substituído por outro de alvenaria abobadado.
O desentupimento da cisterna que existe no forte, é outra necessidade que cumpre executar." (op. cit., p. 59-60)
SOUZA (1885) computa-lhe nove peças, e considera-a uma das que apresentavam melhor estado de conservação (op. cit., p. 94).

### Do século XX aos nossos dias
Afastado do mar pelas obras de ampliação e modernização do porto de Salvador, em 1958 abrigava o Serviço Veterinário do Exército (BARRETTO, 1958:176). Esteve ocupado pelo Clube de Subtenentes e Sargentos do Exército (PEDRO II, 2003:163, nota 297). Restaurado pela 6ª Região Militar do Exército Brasileiro, estava aberto ao público, dentro do Projeto de revitalização das Fortalezas Históricas de Salvador, da Secretaria de Cultura e Turismo em parceria com o Exército.
Para os aficcionados da telecartofilia, sua muralha de pedra com ameias ilustra um cartão telefônico da série Fortes de Salvador, emitida pela Telebahia em junho de 1998.